# Almaren
Almaren is een eiland in de fictieve wereld Midden-aarde van schrijver J.R.R. Tolkien.
Gedurende de Jaren van de Lampen was het eiland Almaren de eerste verblijfplaats van de Valar, ver voor het ontwaken van de Elfen. Het lag in het midden van Midden-aarde in het Grote Meer, waar het licht van de Twee Lampen elkaar ontmoette. Het wordt in het boek De Silmarillion beschreven als een groen eiland.
Het was op Almaren dat Tulkas Nessa ten huwelijk nam.
Almaren is tevens de plaats waar de Valar hun eerste grote nederlaag op Melkor leden. Hij vernietigde de Twee Lampen, waarna Tulkas in woede ontstak en hem achterna joeg. Melkor wist echter tijdig zijn vesting Utumno in het noorden te bereiken. De Valar trokken hierna helemaal naar het westen, naar Valinor en lieten zich zelden nog in Midden-aarde zien.